# MG 01
A Maschinengewehr 1901, ou MG 01, foi a metralhadora padrão do Exército Imperial Alemão desde sua introdução em 1901 até a adoção de sua sucessora, a MG 08, em 1908. Após a introdução da MG 08, a MG 01 foi principalmente usada por soldados coloniais alemães.

## Operadores

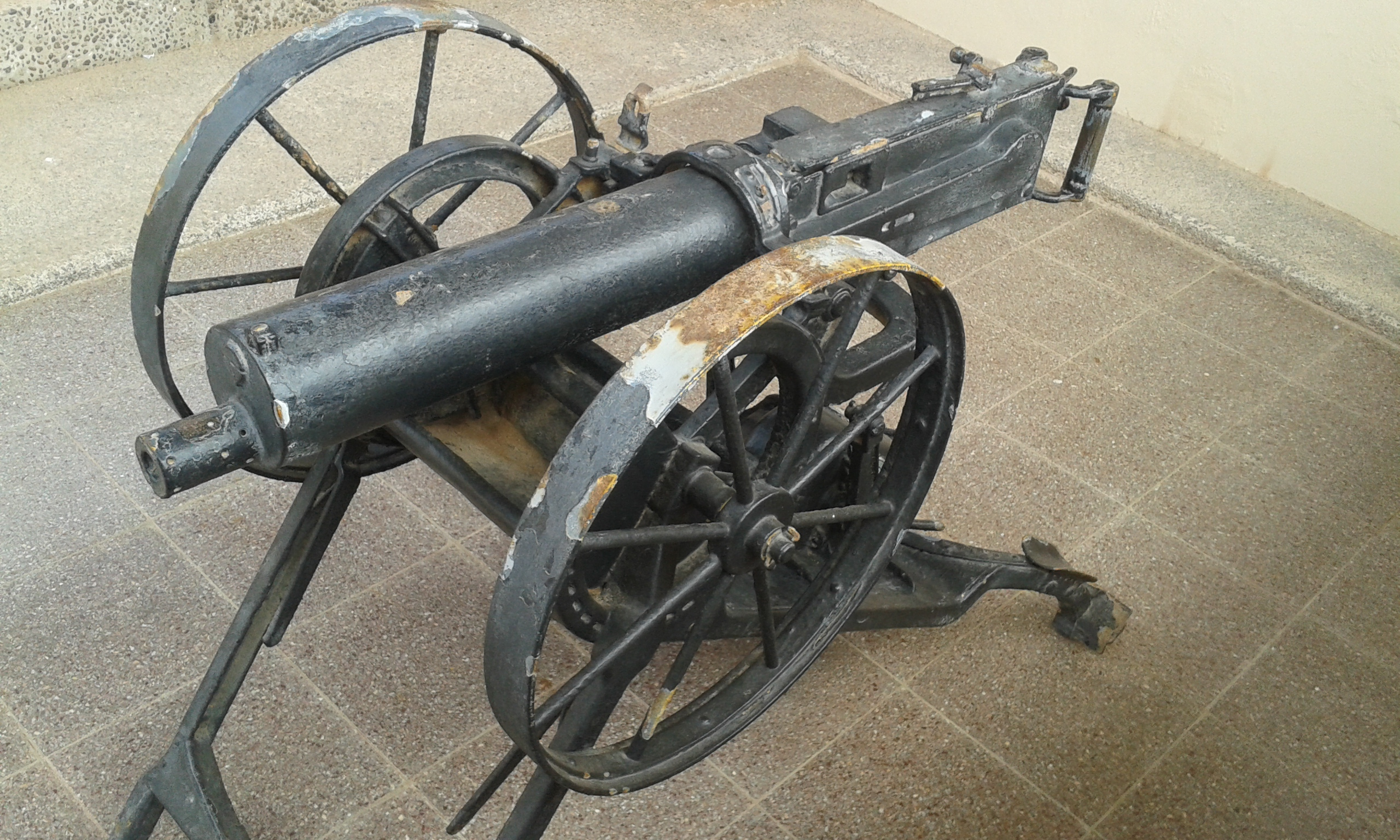
A Maxim M1902 chilena era essencialmente idêntica à MG 01, exceto pelo calibre

- Império Alemão: usada pela Kaiserliche Marine e Deutsches Heer de 1901 até pelo menos 1919.[3][4]
- Chile: apesar de que uma metralhadora Hotchkiss mais barata já estava em serviço, foi adotada como ametralladora Maxim modello 1902 (em 7x57 mm) por ordem de Emil Körner, afiliado à DWM,[5] e exportada do Império Alemão.[6]
- Reino da Bulgária: exportada do Império Alemão.[6]
- Império Britânico: capturada dos alemães durante a Primeira Guerra Mundial.[4]